# Династија (ТВ серија из 2017)
Династија (енгл. Dynasty) америчка је телевизијска сапуница у ударном термину темељена на истоименој серији из 1980-их. Издавача Џоша Шварца, Стефани Севиџ и Сали Патрик, у првој сезони играју Елизабет Гилис као Фалон Карингтон, Грант Шоу као Блејк Карингтон, Натали Кели као Блејкова нова супруга, Кристал; и Џејмс Макај као његов син, Стивен; са Робертом Кристофером Рајлијем као шофером, Мајклом Кулхерјном; Самом Адегокеом као технолошким милијардером, Џефом Колбијем; Рафаелом де ла Фуентеом као Самом „Самијем Џоом” Џоунсом, Кристалиним нећаком и Стивеновим љубавним интересем; и Аланом Дејлом као Џозефом Андерсом, мајордомом Карингтонових. Серија је касније представила Алексис Карингтон (Николет Шеридан/Елејн Хендрикс), Блејкову бившу супругу и Стивенову и Фалонину отуђену мајку; Андерсову ћерку, Кирби Андерс (Медисон Браун); Блејкову трећу супругу, Кристал Џенингс (Ана Бренда Контрерас/Данијела Алонсо); Блејковог и Алексисиног давно несталог сина, Адама Карингтона (Сам Андервуд); Блејкову полусестру и Џефову и Моникину мајку, Доминик Деверо (Мајкл Мишел); Фалониног супруга, Лијама Ридлија (Адам Хубер); и Алексисину тајну ћерку, Аманду Карингрон (Елајза Бенет).
Пилот, који је најављен у септембру 2016, наручен је за серију у мају 2017. године. Премијера серије била је 11. октобра 2017. године на The CW-у у Сједињеним Државама и дан касније на Netflix-у међународно. Дана 8. новембра 2017,  је покупио серију за целу сезону од 22. епизоде. Дана 2. априла 2018,  је обновио серију за другу сезону, чија је премијера била 12. октобра 2018. године. Династија је 31. јануара 2019. обновљена за трећу сезону, чија је премијера била 11. октобра 2019. Дана 7. јануара 2020, серија је обновљена за четврту сезону, чија је премијера била 7. маја 2021. Продукција четврте сезоне званично је почела 15. октобра 2020. и најављено је да ће све серије The CW-а имати нормалан број епизода за сезону након ковида 19. Серија је 3. фебруара 2021. обновљена за пету сезону.
Српска премијера серије била је 12. октобра 2017. на Netflix-у и 24. априла 2019. на Fox Life-у.

## Радња
Династија почиње са наследницом Фалон Карингтон која није задовољна што је њен отац, милијардер Блејк, верен за Кристал, њену супарницу и запослену у породичном предузећу. Када се Фалонина махинација да раздвоји пар изазове неуспех и кошта је промоције, она се удружује са Блејковим непријатељем и бившим запосленим, Џефом Колбијем, и сама удара. У међувремену, долазак Кристалиног опортунистичког нећака, Сама—који се романтично повезује са Фалониним својеглавим братом, Стивеном—прети да разоткрије Кристалину сумњиву прошлост. Карингтонови чине јединствен фронт након сумњиве смрти Кристалине бивше љубави, али ствари у вили не остају дуго у хармонији. Касније се више Карингтонових враћа у Атланту са властитим плановима, укључујући Блејкову бившу супругу, Алекис, Стивенову и Фалонину мајку; давно несталог сина Блејка и Алексис, Адама; и Доминик, Блејкову полусестра и Џефову и Моникину мајку.
Рибут ажурира неколико елемената из оригинала из 1980-их, укључујући премештање поставке из Денвера у Атланту; претварање Стивенове хомосексуалности у непроблем за Блејка; и мењајући спонзорушу, Сами Џо, из жене у геј мушкарца. Осим тога, у новој серији и Блејкова нова супруга и њен нећак су Латиноамериканци, а и шофер, Мајкл Кулхејн, и породица Колби су афроамериканци.

## Улоге и ликови

### Главни
- Елизабет Гилис као Фалон Карингтон, директорка енергетике и наследница енергетског богатства у Атланти
- Натали Кели as Силија Машадо / Кристал Флорес Карингтон (1. сезона),[4] Фалонина нова маћеха, жена са мрачном прошлошћу
- Џејмс Макај као Стивен Карингтон (1–2. сезона), Фалонин геј еколошки полубрат, старији и углађенији од њих двоје
- Роберт Кристофер Рајли као Мајкл Кулхејн, шофер Карингтонових и Фалонин повремени љубавник
- Сам Адегоке као Џеф Колби, млади пословни ривал Блејка за кога се касније открива да му је сестрић
- Рафаел де ла Фуенте as Самјуел Џосаја „Сами Џо” Џоунс, Кристалин својеглави нећак и Стивенов бивши муж
- Алан Дејл као Џозеф Андерс (1–4. сезона), мајордом Карингттонових и биолошки отац Кирбија и Стивена[5]
- Грант Шоу као Блејк Карингтон, милијардер, извршни директор Carrington Atlantic-а, ожењен Кристал, а отац Адама, Стевена и Фалон по првој жени
- Николет Шеридан (споредна у 1. сезони, главна у 2. сезони),[6] Елизабет Гилис (гостујућа у 2. сезони),[7] и Елејн Хендрикс (3. сезона–данас)[8] као Алексис Карингтон Колби, Блејкова и Џефова бивша жена и отуђена мајка Адама, Стивена, Фалон и Аманде
- Ана Бренда Контрерас (2. сезона)[9] и Данијела Алонсо (3. сезона–данас)[10] као Кристал Џенингс Карингтон, жена која је познавала Силију и дозволила јој да користи њено име као псеудоним, а која касније постаје Блејкова трећа жена
- Медисон Браун као Кирби Андерс (2. сезона–данас), Џозефова ћерка,[11] и Стивенова биолошка полусестра[5]
- Сам Андервуд као Адам Карингтон / др Мајк Харисон (2. сезона–данас), Блејков и Алексисин најстарији син, који је отет као новорођенче
- Адам Хубер као Лијам Ридли (споредан у 1–2. сезони, главни у 3. сезони–данас),[12] писац који се жени за Фалон и чије се право име Џек Лоден
- Мајкл Мишел као Доминик Деверо (споредна у 2. сезони, главна у 3. сезони–данас),[12] Блејкова полусестра и Џефова и Моникина мајка
- Елајза Бенет као Аманда Карингтон (споредна у 4. сезони, главна у 5. сезони–данас), Алексисина тајна ћерка, адвокат одрастао у Европи

## Продукција

### Развој
У септембру 2016, објављено је да The CW развија рибут сапунице у ударном термину из 1980-их, коју су заједно написали Џош Шварц, Стефани Севиџ и Сали Патрик. Севиџ је рекла: „Сви смо радили на серијама које дугују огроман дуг серији Династија, тако да је некако у нашем ДНК да направимо ову серију.” Трио је расправљао о томе шта је по њиховом мишљењу јединствено и атрактивно у оригиналној серији и како најбоље сачувати те елементе у ажурирању. Такође су се састали са Ричардом и Естер Шапиро, творцима серије Династија, који су на крају били продуценти. Шварц је рекао: „Дефинитивно живимо у доба династија. Било да се ради о Трамповим или Клинтоновим или о Кардашијанима или Мердоковима, наше вести су испуњене световима породичних династија и то је за нас било узбудљиво.” Севиџ је додала: „Када смо први пут сели са Шапировима да разговарамо о рибуту серије, много су причали о породици. Без обзира на зле ствари које су радили, никада нису престали да се воле. Мислим да смо узели тај основни концепт и затим само причали о томе како идеју сместити у историјски контекст наших дана.” Патрик је приметила да је серија из 1980-их за своје време била прогресивна, бавила се питањима попут расе, жена на радном месту и прихватањем хомосексуалаца. Рекла је: „Покушавамо да схватимо како поштујемо оно што је та серија тада радила и гурамо то још даље у нашој верзији.” Де ла Фуенте је рекао: „Покушавамо да учинимо да стоји самостално и да буде своја ствар. Али морамо да одамо почаст оригиналу и класичним стварима којих се људи сећају из серије Династија, попут моде, сукоба и богатство свега тога, наравно, налази се у нашој серији. Иначе не би било серије Династија.” Патрик је рекла: „Заиста уживамо гледајући унатраг кроз старе серије и проналазећи драматичне тренутке које покрећу ликови које су приказали, али их онда чинимо нашим и модернизујемо их. Али, у исто време, не можете поново покренути систем без успеха ваше, и мислим да смо током сезоне, посебно пред крај године, почели да отпуштамо још мало, и док има пуно ускршњих јаја за оригиналне гледаоце ... и постоје радње да смо на неки начин ребрендирали ... али покушавамо да се не везујемо превише за стару серију, јер понекад то сидро може везати серију.”
У новој серији наследница Фалон Карингтон суочена је са својом ускоро маћехом Кристал, латиноамеричком женом. Патрик је рекла: „За мене као запослену жену било је важно да се две жене боре за будућност династије.” Шварц је за супарничке ликове рекао:
Чак и када гледате оригинал, Фалон је лик који се осећа као да може постојати 2017. Она само искаче са екрана, а може и да преузме Кристал, која је у оригиналу била чисти и морални центар серије. Са овом новом Кристал, свидела нам се идеја да јој не допустимо да буде тако чиста и да поставимо нека питања о њеној прошлости и да је натерамо да промеша лонац—чинећи је још страшнијом. То нам је заиста омогућило да се наслонимо на ово ривалство између Фалон и Кристал.
Патрик је рекла: „Знали смо да у нашој верзији—2017—желимо смо да се Стивенов сукоб са Блејком не односи на то што је геј, већ на то да је либералан.” Севиџ је приметила: „С обзиром да је Стивен Карингтон аутован и поносан, има смисла да Сами Џо буде мушкарац.” Патрик је у августу 2017. рекла да ће Блејкова прва супруга, Алексис, бити представљена током прве сезоне, али да се улога тек треба додати. Напоменула је: „Знали смо да ће Алексис доћи пре него што смо уопште почели да снимамо пилот, што нам је омогућило да јој отворимо пут ... током целе сезоне чујемо Блејкова, Стивенова и Фалонина сећања на жену која је напустила њихову породицу. Дакле, до тренутка када она заиста уђе у серију, већ смо успоставили очекивања о њеном лику—који ће Алексис срећно сломити.” Улога је додељена Николет Шеридан у новембру 2017. године, а први пут се појавила у 16. епизоди у марту 2018. године.
Поставка је такође премештена из Денвера у Атланту, делимично због разноликости Атланте. Шварц је назвао град „реалном локацијом ове породице на којој би требало да се темељи”, приметивши да су Шапирови произвољно одабрали Денвер за оригиналну серију и да нису били креативно везани за њега. Патрик је о промени рекла: „Денвер је тада очигледно изабран из неколико чврстих разлога, јер је био један од нафтних главних градова ... За нас, Денвер није имао живост и сукоб који су нам били потребни.” Рекла је да је Атланта „супер разнолика популација и велика мешавина—где постоји сукоб између старог новца и новог новца.” Кели је рекла: „Ова модерна верзија представља актуелнију слику онога што се дешава у Америци. Различитост глумачке екипе то заиста представља.” У ажурирању, шофер, Мајкл Кулхејн, и породица Колби су афроамериканци. Такође, венецуеланско порекло Кристал омогућиће серији да истражи тренутну геополитику те земље.
Патрик је рекла да седма епизода, „Мило за драго”, „доводи до главе толико прича које смо полако градили. То савршено погађа тон серије.” Она је додала:
Волели смо оригиналну серију Династија—хумор и велике, изненађујуће сапунасте обрте. Такође смо имали снажан осећај да то морамо да зарадимо. Било би тешко изаћи са капије са оваквом епизодом. Морате бити са ликовима довољно дуго да бисте почели да бринете о њима. Лудачки напредујемо.
Наслови епизода су текстови дијалога из оригиналне серије. Осим преправљених ликова и заплета, рибут садржи више визуелних омажа серији из 1980-их, укључујући реквизите и гардеробу.

### Кастинг
У јануару 2017, Натали Кели проглашена је за Кристал, затим у фебруару Елизабет Гилис као Фалон, Сам Адегоке као плејбој Џеф Колби и Роберт Кристофер Рајли као Блејков шофер, Мајкл Кулхејн. Следећи глумци у марту били су Грант Шоу као Фалонин отац, Блејк Карингтон и Рафаел де ла Фуенте као Сам Џоунс, геј мушка верзија Сами Џо Карингтон из оригиналне серије. Преостали главни глумци су Џејмс Макај као Фалонин геј брат, Стивен и Алан Дејл као мајордомо Карингтонових, Андерс. Додатна екипа која се понављаја су Ник Векслер као Кристалин бивши љубавник, Метју Блајздел; Бријана Браун као Метјуова супруга, Клаудија; Вакима Холис као Џефова сестра, Моника Колби и Адам Хубер као Лијам Ридли, Фалонин нови супруг. У новембру 2017, Николет Шеридан убачена је у улогу Блејкове бивше супруге, Алексис Карингтон, а касније је за другу сезону унапређена у редован статус. Друге гостујуће звезде укључују Елену Товар као Ајрис Мачадо, Кристалину сестру и Самову мајку; Била Смитровича као Томас Карингтон, Блејког отуђеног оца и Хаким Ке-Казим као Сесил Колби, Џефовог и Моникиног оца.
У јуну 2018, Кели је рекла E! News-у да се неће вратити за другу сезону. Касније је рекла: „Мислим да нисам дорасла изазову ноћне сапунице ... Мислим да је најбоље што су осетили да могу учинити јесте да почну изнова.” The CW је у августу 2018. објавио да је Ана Бренда Контрерас добила улогу „праве Кристал Флорес” за другу сезону. Медисон Браун је такође проглашена за Андерсову ћерку, Кирби. У саопштењу за штампу из маја 2018, наведено је да ће серија представити Блејкову полусестру, Доминик Деверо, Џефову и Моникину мајку, у другој сезони. У новембру 2018, The CW је потврдио да Макај више неће бити редовна улога након прве четири епизоде друге сезоне, већ да ће се вратити касније у сезони. The CW је 25. фебруара 2019, објавио да ће Шеридан напустити серију Династија како би се усредсредила на „неке личне породичне обавезе”. Шеридан је у својој изјави рекла да одлази да проводи више времена са својом неизлечиво болесном мајком у Лос Анђелесу. Последњи пут се појавила у епизоди „Презаштићеност”. У марту 2019, Сам Андервуд се почео појављивати као Блејово и Алекисино најстарије отето дете, Адам. Елизабет Гилис, која је већ играла Фалон у серији, преузела је улогу након Шериданиног одласка пред крај друге сезоне. Њен приказ у три епизоде био је привремено преправљен како би продуцентима дала времена да пронађу одговарајућу замену за Шериданову. Дана 22. марта 2019, објављено је да је Мајкл Мишел проглашена за Блејкову полусестру Доминик. Мишел се први пут појавила у епизоди „Нова дама у граду”.
У јулу 2019, објављено је да се Контрарес неће вратити у трећу сезону из личних разлога, а да ће Данијела Алонсо преузети улогу Кристал. Дана 11. октобра 2019, објављено је да су глумци Адам Хубер и Мајкл Мишел, који су били споредни промовисани у редовне улоге серије. Дана 28. октобра 2019, објављено је да је улога Алексис преправљена са Елејн Хендрикс, која ће се појавити као редовна улога.

### Снимање
Пилот је снимљен у Атланти. Дана 10. маја 2017. године, рибут серије Династија примило је серијску наруџбу од The CW-а. Најава за претпремијеру издата је 18. маја 2017. Династија је премијерно емитована у среду, 11. октобра 2017, на The CW-у, а 8. новембра 2017,  је покупио серију за целу сезону од 22 епизоде. Шериданино глумачко представљање било је кључни фактор у одлуци да се Династија врати девет редова епизода након почетних 13. Дана 2. априла 2018,  је обновио серију за другу сезону, која је премијерно емитована 12. октобра 2018. Династија је 31. јануара 2019. обновљена за трећу сезону, чија је премијера била 11. октобра 2019. У мају 2019, Deadline Hollywood је известио да ће ко-извршни продуцент, Џош Рајмс, наследити Сали Патрик као извршни продуцент и шоуранер за трећу сезону. Династија је 7. јануара 2020. обновљена за четврту сезону која је премијерно емитована 7. маја 2021. године.
Продукција серија Династија обустављена је у марту 2020. године као директан резултат пандемије ковида 19. У то време је завршено снимање само двадесет од двадесет и две наручене епизоде треће сезоне. Гилис је рекла, „Дакле, нема финала у овом тренутку, а нема ни епизоде пре финала. Тако да се завршава на врло чудном месту ... Не знам да ли ћемо финале покупити касније, ја нисам сигурна какав је план. То свакако не би требало да се заврши на епизоди коју смо завршили, јер је то заиста случајно и ништа није решено. Извињавам се ако буде тако.” Касније је потврђено да ће 20. епизода сезоне, „Сустигли су ме мамурлуци”, послужити као финале сезоне, мада није објављено да ли ће преостале две епизоде сезоне бити продуциране касније. Објављено је да ће се, ако се продукција настави до касне јесени 2020. године, очекивати да ће четврта сезона бити премијерно емитована на пролеће 2021. или касније, а председник The CW-а, Марк Педовиц, најавио је да ће све серије ове мреже продуцирати „наше нормалне епизодне бројеве” за сезону после пандемије. Продукција четврте сезоне званично је почела 15. октобра 2020. Дана 3. фебруара 2021, уочи премијере четврте сезоне, The CW је обновио серију за пету сезону.

### Музика
Пилот укључује флешбек на младог Стивена који на клавиру свира оригиналну тему серије Династија Била Контија. Ажурирана, верзија од 15 секунди дебитовала је као уводна секвенца у трећој епизоди са темом 1980-их, „Guilt is for Insecure People”, али се користи само у неким епизодама. Композитор Пол Леонард-Морган сарађивао је са Тројем Ноком како би добио песму из 80-их година прошлог века, што би одговарало звуку Леонард-Моргана за серију. Нова тема је снимљена са оркестром у Capitol Records-у у Холивуду, а наступа водећи трубач Лос Анђелеске филхармоније, Том Хутен.
У премијери друге сезоне, „Изненадни одлазак”, Гилис пева верзију песме „Bizarre Love Triangle” из 1920-их New Order-а. У епизоди треће сезоне, „Нешто очајнички”, Фалон халуцинира четири музичке нумере, које певају Гилис, Андервуд, Шоу, Алонсо и де ла Фуенте.

## Епизоде
| Сезона | Сезона | Епизоде | Епизоде | Оригинално емитовање | Оригинално емитовање | Ранг  | Просек гледаоца (милиони укљ. ) |
| Сезона | Сезона | Епизоде | Епизоде | Премијера            | Финале               | Ранг  | Просек гледаоца (милиони укљ. ) |
| ------ | ------ | ------- | ------- | -------------------- | -------------------- | ----- | ------------------------------- |
|        | 1.     | 22      | 22      | 11. октобар 2017.    | 11. мај 2018.        | 145   | 1,00                            |
|        | 2.     | 22      | 22      | 12. октобар 2018.    | 24. мај 2019.        | 141   | 0,80                            |
|        | 3.     | 20      | 20      | 11. октобар 2019.    | 8. мај 2020.         | 133   | 0,59                            |
|        | 4.     | 22      | 22      | 7. мај 2021.         | н. п.                | н. п. | н. п.                           |

## Емитовање
Премијера серије била је у среду 11. октобра 2017. на The CW-у у Сједињеним Државама, са премијером друге сезоне серије Ривердејл као својим уводом. Серија се преселила петком почевши од четрнаесте епизоде. Друга сезона почела је емитовање 12. октобра 2018. и премијера треће сезоне била је 11. октобра 2019. Свака сезона издата је на америчком Netflix-у неколико дана након емитовања финала серије.
Netflix је стекао ексклузивна међународна права на емитовање серије, чинећи епизоде доступним као оригинална серија на платформи мање од дан након њиховог оригиналног емитовања у САД-у током прве и друге сезоне. За разлику од претходних сезона, цела трећа сезона је глобално издата 23. маја 2020. на Netflix-у, неколико недеља након финала сезоне.
Лес Мунвес, тадашњи челник CBS Corporation-а, рекао је 2017. године: „Ми поседујемо 100 одсто [серије], а већ смо је лиценцирали за Netflix у 188 земаља ... Дакле, то значи да је Династија профитабилна пре самог емитовања.” Педовиц је у јануару 2018. рекао: „Разочаран сам рејтинзима, желео сам да то учини више, али сам задовољан вредностима продукције које Џош, Стеф и Сали раде. Долазе промене, одушевљен сам што имамо Николет [Шеридан] ... Радујем се што ће Николет и Лиз [Гилис] то заиста схватити као ситуацију мајке и ћерке, и мислим да ће то додати сок серији.”

## Пријем

### Рејтинзи
| Сезона | Timeslot (ET)                          | Епизоде | Прва епизода      | Прва епизода       | Последња епизода | Последња епизода   | TV season | Rank | Прос. гледаоца (милиони) | 18–49 rating (average) |
| Сезона | Timeslot (ET)                          | Епизоде | Датум             | Гледаоци (милиони) | Датум            | Гледаоци (милиони) | TV season | Rank | Прос. гледаоца (милиони) | 18–49 rating (average) |
| ------ | -------------------------------------- | ------- | ----------------- | ------------------ | ---------------- | ------------------ | --------- | ---- | ------------------------ | ---------------------- |
| 1      | среда 21.00 (1-13) петак 20.00 (14-22) | 22      | 11. октобар 2017. | TBD                | 11. мај 2018.    | TBD                | 2017–18.  | 145  | 1,00                     | 0,3                    |
| 2      | петак 20.00                            | 22      | 12. октобар 2018. | TBD                | 24. мај 2019.    | TBD                | 2018–19.  | 141  | 0,80                     | 0.2                    |
| 3      | петак 21.00                            | 20      | 11. октобар 2019. | TBD                | 8. мај 2020.     | TBD                | 2019–20.  | 133  | 0,59                     | 0,2                    |
| 4      | петак 21.00                            | TBA     | 7. мај 2021.      | TBD                | TBA              | TBD                | 2020–21.  | TBD  | TBD                      | TBD                    |

### Одговор критичара
Веб-сајт агрегатора рецензија Rotten Tomatoes пријавио је оцену одобрења од 49% са просечном оценом 6,54/10 на основу 47 рецензија. Консензус веб-сајта гласи: „Оживљавање серије Династија задржава довољно привлачности претходника да пружи гламурозно задовољство у првој сезони, чак и ако никада не дочарава магију оригинала.” Metacritic, који користи пондерисани просек, доделио је оцену 52 од 100 на основу 17 критичара, указујући на „мешовите или просечне критике”.
Крис Харник из E! Online-а назвао је пилот „сапунастим и забавним”, додајући да је серија „достојан наследник оригиналне серије и претходне понуде Џоша Шварца и Стефани Севиџ, као што су Трачара и Округ Оринџ”. Adweek назвао је пилот инфериорним у односу на серију Трачара и оригиналну серију Династија, али је сугерисао да би његово упаривање са серијом Ривердејл „могло да пружи публици двоструку особину задовољства кривицом”.
Тирни Брикер из E! Online-а прозвала је Келијеву „овосезонском звездом”, са Гилисовом као „врућом на својим штиклама Louboutin-а”.

### Награде и номинације
| Година | Награда         | Категорија                    | Номинован(и) | Резултат   | Реф.            |
| ------ | --------------- | ----------------------------- | ------------ | ---------- | --------------- |
| 2018.  | награда Доријан | хумористичка ТВ серија године | Династија    | Номинација | [ 103 ]         |
| 2018.  |                 | оживљена серија 2018.         | Династија    | Освојено   | [ 104 ] [ 105 ] |
| 2019.  |                 | најбољи глумац у ТВ драми     | Адам Хубер   | Номинација | [ 106 ] [ 107 ] |

## Кућни медији
| Име -ја | Еп # | Датум издања        |
| ------- | ---- | ------------------- |
|         | 22   | 25. септембар 2018. |
|         | 22   | 13. децембар 2019.  |
|         | 20   | 27. октобар 2020.   |